# José Nogueira Valente Pires

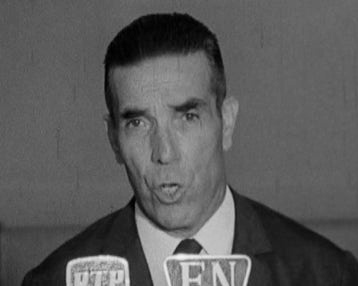
José Nogueira Valente Pires (August 1969)

José Nogueira Valente Pires (* 26. Dezember 1914 in Lissabon, Portugal; † 15. Oktober 2010) war von 1968 bis 1972 Gouverneur der Überseeprovinz von Portugiesisch-Timor. Zu diesem Zeitpunkt hatte er den militärischen Rang eines Brigadiers inne.
In seine Amtszeit fällt der Bau von Sozialwohnungen durch den Stadtrat in der Kolonialhauptstadt Dili, um den Gesundheitszustand der Bevölkerung zu verbessern. Damals hatte Dili 10.000 Einwohner. Zur selben Zeit begannen die Aktivitäten von Marí Alkatiri, Nicolau Lobato und José Ramos-Horta, die sich im Januar 1970 zu einer osttimoresischen Unabhängigkeitsbewegung formierten.

## Familie
Mit seiner Frau Maria Ilda de Castro Maurício hatte Pires eine Tochter.